# Porfirogéneta

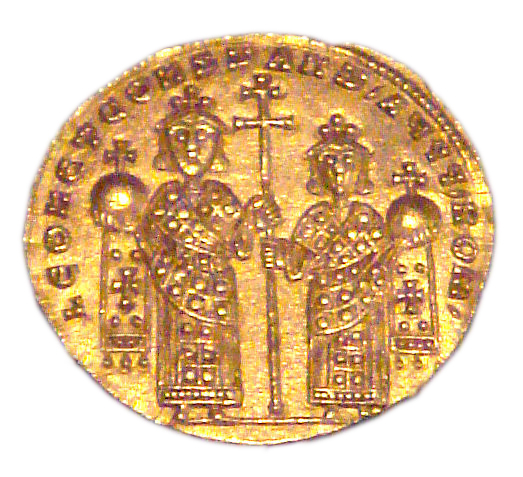
Moneda de oro con la efigie de León VI el Sabio y su hijo Constantino VII Porfirogéneta.

Porfirogéneta (del griego: Πορφυρογέννητος, que quiere decir «nacido en la púrpura»), latinizado Porphyrogenitus o Porphyrogenitos, era un título honorífico dado al hijo o hija (Πορφυρογέννητη, latinizado como Porphyrogenita) del emperador reinante del Imperio bizantino. No todos los príncipes imperiales recibieron esta distinción, y fue únicamente dado a quien reunía unas condiciones particulares. La distinción deriva del concepto imperial romano/bizantino de Porphyrogennetos según el cual los hijos nacidos de los emperadores reinantes tenían más derecho al trono que los hermanos nacidos antes de que su padre ascendiera al trono imperial.
Esta noción se amplió más tarde para incluir, no solamente a los miembros de familias reales, sino a todos los niños nacidos de padres prominentes o de alto rango, que debían serlo en el momento del nacimiento para que el niño siempre fuera el centro de atención y estuviera destinado a desempeñar un papel destacado en la vida. De ahí surgió la expresión «nacido en [la] púrpura» Un niño nacido antes de que los padres se volvieran prominentes no sería «nacido en púrpura». El color púrpura a que hace referencia es al de la púrpura de Tiro, restringida por la ley, la costumbre y el elevado costo de elaborarla para la realeza.

## Historia

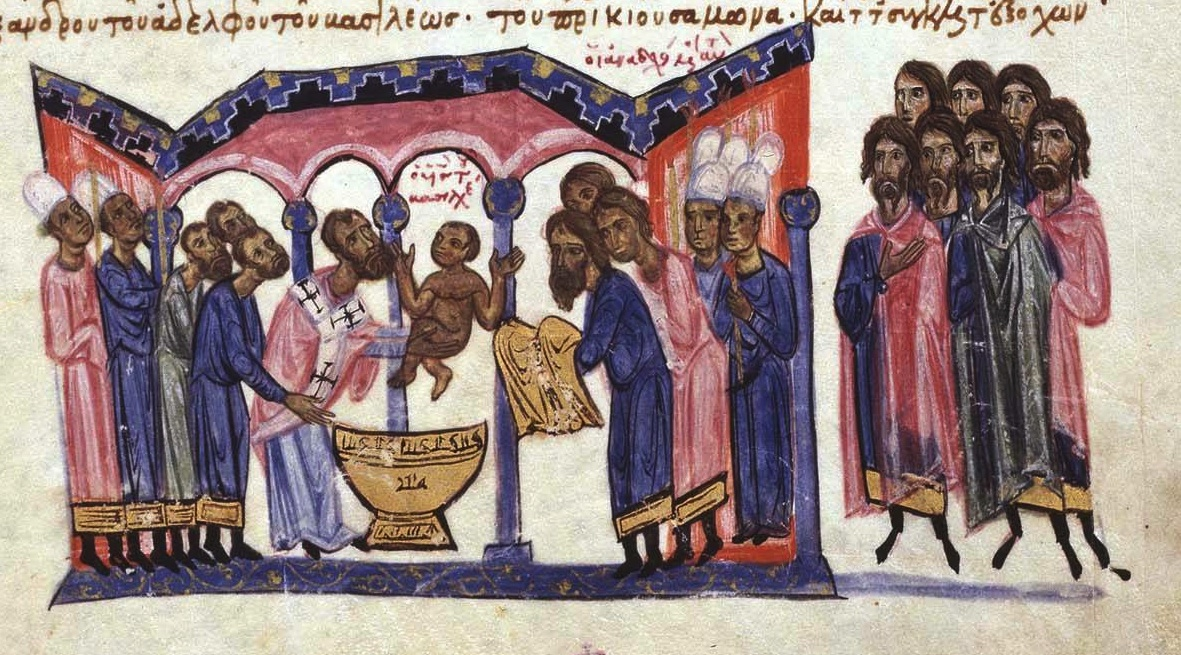
El patriarca Nicolás I el Místico bautizando a Constantino VII Porphyrogennetos en 906.

A lo largo de la historia, los bizantinos no siempre limitaron la herencia a los primogénitos. El concepto de legitimidad dinástica únicamente se produjo en determinados períodos históricos, dominado por dinastías de gran alcance como la macedonia, Comnenos y Paleólogo. La primera evidencia de la utilización del término procede del año 846, cuando Constantino VII Porfirogéneta en su libro De Ceremoniis, describió las celebraciones posteriores al nacimiento de un porfirogéneta. El término se hizo común en el siglo X, particularmente en relación con el emperador Constantino VII Porfirogéneta, y su uso continuó en la dinastía de los Paleólogos.

### Requisitos

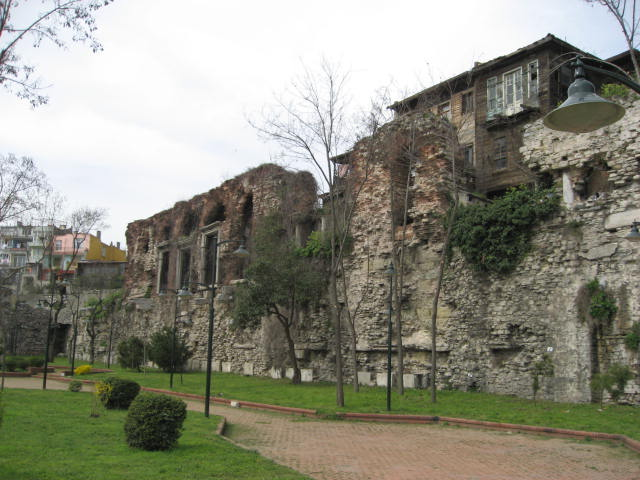
Ruinas del palacio de Bucoleón, en las orillas del Bósforo, Estambul.

La primera condición para ser designado con el mencionado título era el lugar de nacimiento, el cual debía producirse en la Πορφύρα (Porphyra), la sala de la púrpura de un ala del Gran Palacio de Constantinopla. De acuerdo con la descripción de la princesa Ana Comneno, la cámara estaba en una de las terrazas del palacio, con vistas al mar de Mármara y al estrecho del Bósforo, «donde se yerguen los bueyes de piedra y los leones» (es decir, el palacio de Bucoleón). Era de planta cuadrada, con el techo en forma de pirámide y toda la sala estaba completamente cubierta de pórfido púrpura, moteado con puntos blancos.
La otra condición importante para obtener la designación de Porfirogéneta era el estado paterno del Basileos (βασιλεύς), que debía estar casado con una emperatriz consagrada como Augusta.

## Palacio de los Porfirogéneta

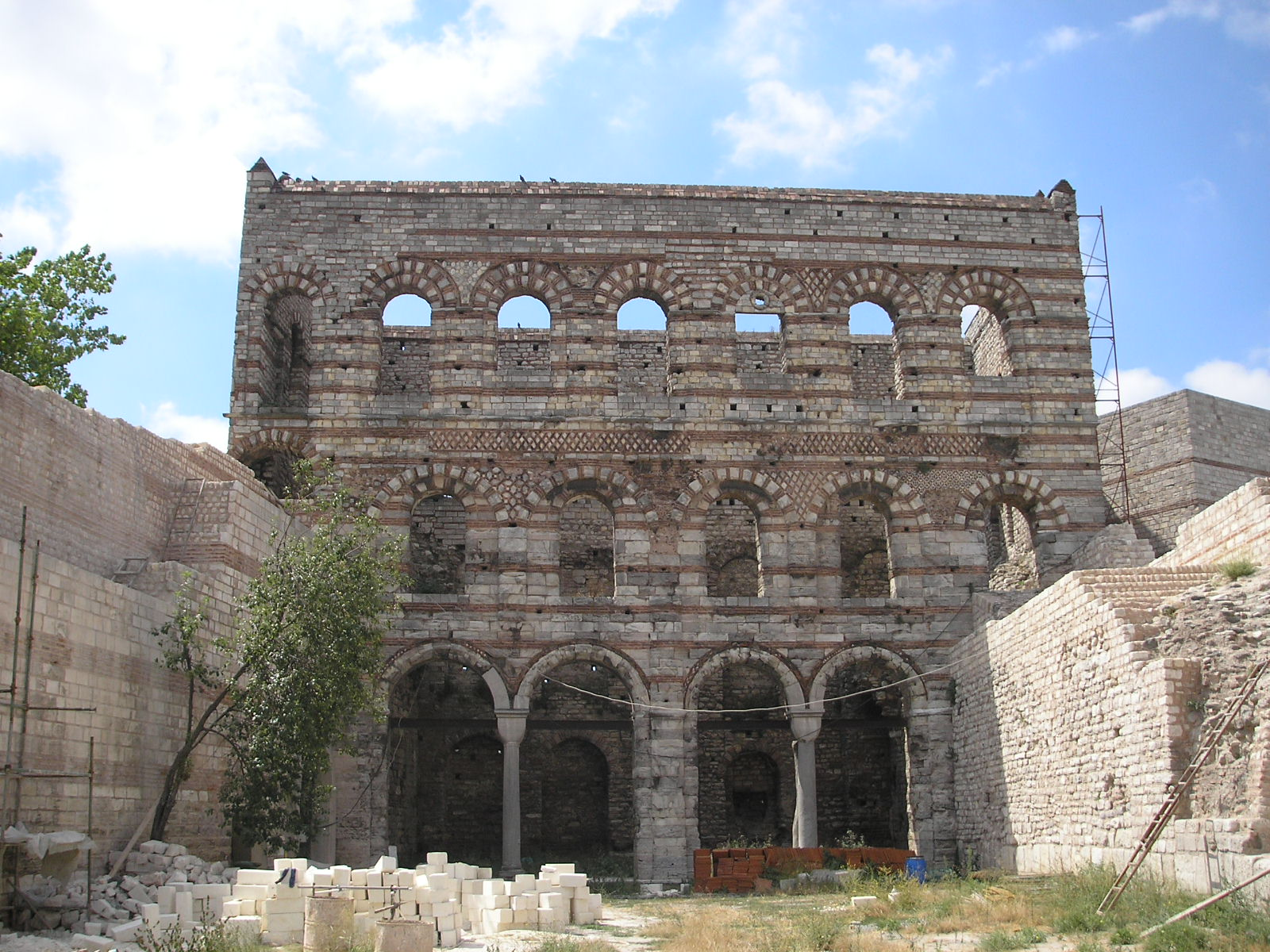
Fachada norte del Palacio de los Porfirogéneta.

El palacio de los Porfirogéneta es un palacio bizantino de finales del siglo XIII en la parte noroccidental de la antigua ciudad de Constantinopla, cuyo nombre proviene de Constantino Paleólogo (hijo de  VIII). Ana Comnena dijo que la cámara púrpura del Palacio Imperial estaba «apartada hace mucho tiempo para el confinamiento de una emperatriz» y que estaba decorada con caro pórfido.

## Contexto
El color púrpura —nombre para denominar el tinte que se extraía de la glándula hipobranquial de dos especies de pequeños caracoles marinos del género murex— con el que se teñían las telas se reservó, por la gran dificultad para conseguirlo y lo elevado de su precio, para las vestiduras imperiales y solamente los soberanos y sus familiares podían usarlo. Del mismo modo el pórfido, la piedra de color rojo extraída de una antigua mina de Egipto, se utilizaba para la construcción del sarcófago que aseguraba la custodia del cuerpo del emperador difunto. Los emperadores bizantinos se percibían como entidades divinas, como emisarios de Dios en la tierra, la importancia de la situación del porfirogéneta fue conectada con la idea de conseguir este papel, en una especie de reedición de la Natividad divina.

### Diplomacia
En las misiones diplomáticas conceder la mano de una princesa porfirogéneta era el honor máximo al que podía aspirar un rey extranjero: tanto es así que el emperador Juan I Tzimisces nunca concedió al emperador germánico Otón II la mano de una porfirogéneta, porque entonces hubiera comparado el imperio bizantino con el germánico. Más tarde, en el año 971, sí le concedió la mano de su sobrina la princesa Teófano Skleraina. Asimismo, después de la ascensión al trono de Romano I hizo que Constantino VII se casara con una de sus hijas, para dar legitimidad a su dinastía.

## Limitaciones
Ser «nacido en la púrpura» se puede ver o sentir como una limitación para escapar o tener libertad, en lugar de un beneficio o una bendición. Rara vez, el término se refiere a una persona nacida con un talento inmenso que da forma a su carrera y los obliga a seguir caminos que de otra manera no desearían seguir. Un obituario del compositor británico Hubert Parry se queja de que su inmenso talento natural —descrito como «nacido en la púrpura»—) lo forzó a asumir tareas docentes y administrativas que le impedían componer de la manera que se le podía haber permitido a cualquiera que tuvo que desarrollar su talento.
En este sentido, la prominencia de los padres predetermina el rol del niño en la vida. A un niño real, por ejemplo, se le niega la oportunidad de una vida ordinaria debido al rango real de sus padres. Un ejemplo de este uso se puede ver en la siguiente discusión que compara al Kaiser alemán Guillermo II con su abuelo, Guillermo I, y su padre, Federico III:

Compare esto con su abuelo, el viejo Emperador, quien, si no hubiera nacido en la púrpura, únicamente podría haber sido un soldado, y no, debía agregarse como alguien que podría haber tenido órdenes muy altas. Compárelo nuevamente con su padre; el emperador Federico, si no hubiera nacido en la púrpura, que aunque ciertamente mostró una mayor capacidad militar que el antiguo emperador, sin embargo, probablemente no habría sido feliz o exitoso en ninguna satisfacción privada, aparte de la de un gran maestro de moral.

La definición clásica restringía el uso de la categoría específicamente a los hijos legítimos nacidos de monarcas reinantes después de que ascendieron al trono. No incluyó a los niños nacidos antes de la adhesión de sus padres o, en una definición extremadamente estricta, su coronación.

## Lista de emperadores porfirogénetas
- Dinastía Teodosiana
  - Honorio (384-423)
- Dinastía heracliana:
  - Constantino IV el Joven (649-685)
  - Justiniano II Nariz-cortada (668-711)
- Dinastía isáurica:
  - Constantino V Coprónimo (718-775)
- Dinastía frigia:
  - Miguel III el Beodo (840-867)
- Dinastía macedónica:
  - Constantino VII Porfirogéneta (913-959)
  - Romano II Porfirogéneta (959-963)
  - Basilio II Porfirogéneta / Bulgaróctono (976-1025)
  - Constantino VIII Porfirogéneta (960-1028)
  - Zoe Porfirogéneta (978-1050)
  - Teodora Porfirogéneta (980-1056)
- Dinastía de los Comnenos:
  - Juan II Comneno (1088-1143)
  - Manuel I Comneno (1118-1180)
  - Alejo II Comneno (1169-1183)
- Emperadores latinos de Constantinopla:
  - Balduino II de Courtenay (1217-1273)
- Dinastía de los Paleólogos:
  - Andrónico III Paleólogo (1297-1341)
  - Andrónico IV Paleólogo (1348-1385)
  - Manuel II Paleólogo (1350-1425)
  - Juan VIII Paleólogo (1392-1448)
  - Constantino XI Paleólogo (1405-1453)